# Championnat de double WTA 1993
Le Championnat de double WTA est un tournoi de tennis professionnel féminin. L'édition 1993 se dispute à Wesley Chapel du 25 au 28 mars 1993.
L'épreuve de double voit s'imposer Gigi Fernández et Natasha Zvereva.

## Résultats en double

### Parcours
| No | Équipe                    | Résultat      | Ultimes adversaires                |
| -- | ------------------------- | ------------- | ---------------------------------- |
| 1  | Tracy Austin Elna Reinach | 1/4 de finale | Gigi Fernández Natasha Zvereva (1) |